# Zennewijnen
Zennewijnen est un village néerlandais de la commune de Tiel et de la commune de West Betuwe (seulement sept maisons), situé dans la province du Gueldre.

## Géographie
Zennewijnen est situé sur la rive droite du Waal dans le Tielerwaard, entre Ophemert et Passewaaij, dans la partie occidentale de la commune de Tiel.

## Histoire
Historiquement, Zennewijnen forme une commune avec Ophemert. Entre 1812 et 1818, Ophemert et Zennewijnen étaient rattachés à la commune de Varik. En 1840, le village comptait 32 maisons et 171 habitants. Le 1er janvier 1978 la commune d'Ophemert est coupée en deux : Ophemert est rattaché à Neerijnen, Zennewijnen est rattaché à Tiel.